# دانيال بومان
دانيال بومان (بالإنجليزية: Danielle Bowman) هي لاعبة كرة قدم بريطانية، ولدت في 31 أكتوبر 1988 في اتشثام ‏ في المملكة المتحدة. شاركت مع منتخب إنجلترا لكرة القدم للسيدات. أما مع النوادي، فقد لعبت مع نادي أرسنال للسيدات.

## وصلات خارجية
- دانيال بومان على موقع الاتحاد الأوربي (الإنجليزية)
- دانيال بومان على موقع قاعدة بيانات كرة القدم.إي يو (الإنجليزية)
- دانيال بومان على موقع Soccerway.com (الإنجليزية)